# پیز کالدراس
پیز کالدراس (به لاتین: Piz Calderas) یک کوه در سوئیس است که در کانتون گراوبوندن واقع شده‌است. پیز کالدراس ۳٬۳۹۷ متر بالاتر از سطح دریا واقع شده‌است.